# Referendumul pentru autodeterminarea Cataloniei

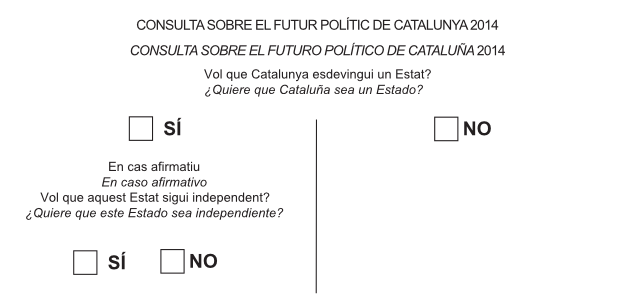
Buletinul de vot (în catalană și spaniolă)

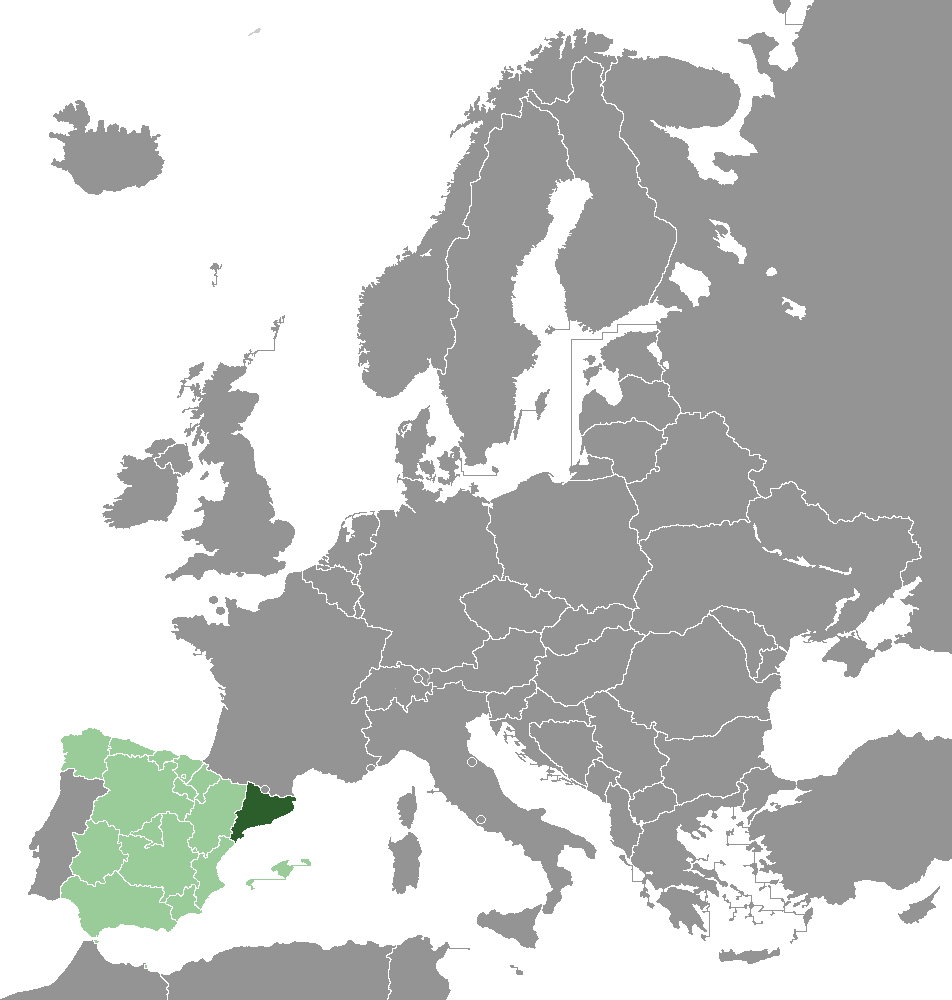
Localizarea Cataloniei (verde închis) în Spania (verde deschis) și Europa.

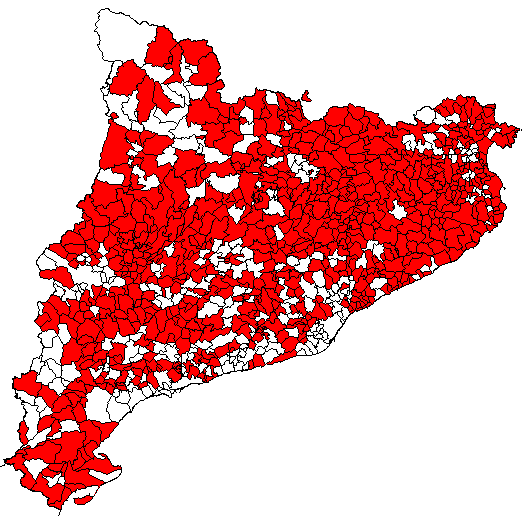
Asociația municipalităților pentru Independență

Rezultatele votului de "Declarație a suveranității" în Parlamentul Catalan, 23 ianuarie 2013

Referendumul pentru autodeterminarea Cataloniei (în catalană Referèndum d'autodeterminació de Catalunya) a fost un referendum pentru determinarea „viitorului politic al Cataloniei”, programat să aibă loc pe 9 noiembrie 2014. După constrângeri din partea conducerii centrale a Spaniei, în cele din urmă, în locul referendumului a avut loc un proces (sondaj) participativ asupra viitorului politic al Cataloniei (în spaniolă proceso participativo sobre el futuro político de Cataluña, în catalană procés de participació ciutadana sobre el futur polític de Catalunya), fără valoare juridică.
La plebiscit (sondaj) s-a pus următoarea întrebare ce constă din două secțiuni:
„Doriți ca, Catalonia să devină stat?”
„În cazul unui răspuns afirmativ, doriți ca acest stat să fie independent?”.
Guvernul catalan a anunțat că la procesul particopativ au votat 2.305.290 de persoane, dar nu a anunțat rata de participare a populației în procente. Prezența la vot estimativă publicată de mass-media variază între 37,0%  și 41,6%.
80,8% din voturi sunt pentru opțiunea Da-Da, 10,1% — Da-Nu, 4,5% — opțiunea Nu.
Ținerea unui referendum referitor la „viitorul politic al Cataloniei” în 2014 a fost unul din obiectivele acordului de guvernare ratificat de Artur Mas de la alianță politică Convergență și Uniune (CiU) și Oriol Junqueras de la Stânga Republicană a Cataloniei (ERC) pe 18 decembrie 2012, în urma căruia Artur Mas a fost votat Președinte al Cataloniei pentru al doilea termen.
Pe 19 septembrie 2014, Parlamentul Catalan a aprobat ținerea referendumului de independență. Opt zile mai târziu, Artur Mas a anunțat că plebiscitul va avea loc pe 9 noiembrie 2014. În aceeași zi conducerea Spaniei a anunțat că va bloca procesul printr-un apel la Curtea Constituțională a Spaniei. Curtea Constituțională a decis să audieze poziția Guvernului Spaniei pe 29 septembrie 2014 și provizional a suspendat plebiscitul. Tot atunci Guvernul Catalan a anunțat suspendarea temporară a campaniei pentru referendum.
Pe 14 octombrie, Artur Mas a propus un „proces de participare cetățenească” ca o alternativă pentru referendumul original. Conducerea Spaniei a anunțat că va bloca și acest efort prin apel la Curtea Constituțională, care a programat audierea cazului pe 4 noiembrie 2014 și provizional a suspendat procesul. Guvernul Cataloniei, totuși, nu a cedat, forțând desfășurarea procesului în pofida deciziei Curții Constituționale.

## Eligibilitate
Procesul participativ nu a avut un electorat oficial stabilit. La vot au fost așteptate persoane cu vârsta de cel puțin 16 ani împliniți la data de 9 noiembrie 2014, care satisfac oricare din următoarele criterii:
- Este cetățean al Spaniei și în buletinul de identitate este indicat faptul că persoana este rezident în Catalonia;
- Este cetățean al Spaniei care locuiește peste hotare și este îmregistrat ca „Catalan de pretutindeni” sau „Spaniol de pretutindeni” cu legătură către o municipalitate catalană;
- Toți cetățenii non-spanioli care pot demonstra că sunt rezidenți în Catalonia.

Catalanii rezidenți în alte regiuni ale Spaniei și spaniolii ce locuiesc în Catalonia dar nu sunt rezidenți ai acesteia, nu au putut vota.
Estimările numărului de persoane eligibile la vot variază între 5,4 milioane și 6,2 milioane.

## Reacții

### Poziția Spaniei
Guvernul Spaniei a declarat că „nu va admite” și „nu va negocia” un vot asupra autodeterminării Cataloniei.
- Mariano Rajoy, Prim-ministru al Spaniei: „Vreau să spun cu toată claritatea că această consultare nu va avea loc”.[27][28] „Orice discuție sau dezbatere asupra acestui fapt nu își are locul”.[29][30]

- Alberto Ruiz-Gallardón, Ministru al Justiției Spaniei: „Votarea nu va avea loc”.[29][27]

### Reacția internațională
Organizații
- Organizația Națiunilor Unite — În aprilie 2013, Secretarul General al ONU Ban Ki-moon a afirmat la o conferință de presă că „Toate aceste probleme dintre țări și în țări trebuie să fie rezolvate pe cale pașnică, prin dialog, respectând aspirațiile adevărate ale popoarelor implicate.”[31]
- Uniunea Europeană — purtătorul de cuvânt al Comisiei Europene a declarat că dacă Catalonia se va separa de Spania, ea automat va părăsi Uniunea Europeană: „Un stat independent, datorită independenței sale, va deveni o țară terță față de UE și din ziua independenței tratatele UE nu se vor mai aplica”.[32]
- NATO — purtătorul de cuvânt al NATO a declarat că o țară independentă nu va fi automat parte a organizației, spunând „pentru ca o țară anumită să fie inclusă în alianță, este necesar consensul tuturor aliaților NATO”.[33]

State
- Letonia — Prim-ministrul Valdis Dombrovskis: „Dacă există o voință clară a poporului și o cerere clară pentru un referendum, cu siguranță se merită să se acorde atenție și să se ia în considerație opțiunile cu privire la modul de abordare”.[34]
- Lituania — Prim-ministrul Algirdas Butkevičius: „Fiecare țară trebuie să-și găsească propria cale și are dreptul la autodeterminare”.[35]
- Franța — Ministrul de Interne Manuel Valls (de origine catalan), a anunțat în ianuarie 2014 că el nu este de acord cu „procesul care este în curs de desfășurare în Catalonia.” Și a reafirmat că el este „neliniștit”, în privința referendumului.[36]
- Regatul Unit — Prim-ministrul David Cameron: „În cele din urmă nu cred că este corect de a se încerca să se ignore aceste probleme ce țin de naționalitate, independență, identitate... Cred că este corect de a-ți aduce argumentele tale, a le prezenta și apoi să leși oamenii să decidă. Dar asta e modul în care vreau să fac lucrurile în Regatul Unit. N-aș îndrăzni niciodată să le spun oamenilor din Spania cum să facă față acestor provocări ei înșiși; este o problemă pentru guvernul spaniol și prim-ministrul spaniol.”[37]
- Statele Unite — Caitlin Hayden, vice-purtătoarea de cuvânt și secretara de presă a Consiliului Național de Securitate al Statelor Unite; răspunsul oficial al Casei Albe a Statelor Unite (ca răpuns unie petiții adresate pe internet Casei Albe, susținută de 30.000 de semnatari): „Statele Unite recunoaște cultura și tradițiile unice din regiunea catalană, dar consideră că statutul Cataloniei este o chestiune internă a Spaniei. Suntem încrezători că Guvernul și poporul din Spania vor rezolva această problemă în conformitate cu legile și Constituția lor.”[38]

## Sondaje de opinie

### Atitudini în Catalonia

#### Sondaje cu întrebările de la referendum
Sondaje cu întrebările exacte de la referendum.
| Data publicării | Organizator               | Da/Da | Da/Nu | Da/Nedecis | Nu    | Nedecis/Abținere |
| --------------- | ------------------------- | ----- | ----- | ---------- | ----- | ---------------- |
| Mar 2014        | El Periódico de Catalunya | 46.1% | 4.4%  | 2.8%       | 31.9% | 14.8%            |
| Feb 2014        | 8 al dia                  | 40.7% | 3.8%  | 3.5%       | 24.4% | 27.5%            |
| Dec 2013        | La Vanguardia             | 44.9% | 8.4%  | -          | 36.6% | 10.1%            |
| Dec 2013        | El Mundo                  | 35.2% | 5.5%  | 2.3%       | 39.1% | 17.9%            |
| Dec 2013        | El Periódico de Catalunya | 44.1% | 5.8%  | 2.4%       | 30.4% | 17.3%            |

#### Sondaje de termen scurt
| Data publicării | Organizator                                                                 | Susțin | Resping | Nedecis | Diferență |
| --------------- | --------------------------------------------------------------------------- | ------ | ------- | ------- | --------- |
| Sep 2013        | Cadena SER Arhivat în 22 septembrie 2013, la Wayback Machine.               | 52.3%  | 24.1%   | 23.6%   | 28.2%     |
| Jun 2013        | Centre d'Estudis d'Opinió Arhivat în 1 februarie 2014, la Wayback Machine.  | 55.6%  | 23.4%   | 21%     | 32.2%     |
| May 2013        | El Periódico de Catalunya                                                   | 57.8%  | 36%     | 6.2%    | 21.8%     |
| Feb 2013        | Centre d'Estudis d'Opinió                                                   | 54.7%  | 20.7%   | 24.6%   | 34%       |
| Sep 2012        | Telecinco (GESOP)                                                           | 50.9%  | 18.6%   | 30.5%   | 32.3%     |
| Jul 2013        | Diari Ara                                                                   | 50.4%  | 23.8%   | 25.8%   | 26.6%     |
| Jun 2012        | Centre d'Estudis d'Opinió                                                   | 51.1%  | 21.1%   | 27.8%   | 30%       |
| Mar 2012        | Centre d'Estudis d'Opinió Arhivat în 27 noiembrie 2011, la Wayback Machine. | 44.6%  | 24.7%   | 30.7%   | 19.9%     |
| Jan 2012        | El Periódico de Catalunya                                                   | 53.6%  | 32%     | 14.4%   | 21.6%     |

#### Sondaje de termen lung
Întrebarea: „Personal, susțineți sau respingeți faptul ca Catalonia să devină independentă?”.
| Data publicării | Organizator                                                                               | Susțin | Resping | Nedecis | Diferență |
| --------------- | ----------------------------------------------------------------------------------------- | ------ | ------- | ------- | --------- |
| 2011            | Institut de Ciències Polítiques i Socials                                                 | 41.4%  | 22.9%   | 35.7%   | 18.5%     |
| 1996            | Centro de Investigaciones Sociológicas Arhivat în 23 septembrie 2015, la Wayback Machine. | 33.6%  | 53.5%   | 13.1%   | 19.9%     |

## Rezultate
Guvernul catalan a anunțat că la procesul particopativ au votat 2.305.290 de persoane, dar nu a anunțat rata participării (sub formă de procentaj). 
Prezența la vot estimativă publicată de mass-media variază între 37,0%  și 41,6%.
80,8% din voturi sunt pentru opțiunea Da-Da, 10,1% — Da-Nu, 4,5% — opțiunea Nu.
| Opțiune  | Vot       | Procentaj |
| -------- | --------- | --------- |
| Da – Da  | 1.861.753 | 80,76%    |
| Da - Nu  | 232.182   | 10,07%    |
| Da - gol | 22.466    | 0,97%     |
| Nu       | 104.772   | 4,54%     |
| Vot alb  | 12.986    | 0,56%     |
| Altele   | 71.131    | 3,09%     |

Prezența a variat considerabil în cele 41 de districte administrative ale Cataluniei. În 12 districte prezența a fost de peste 50%, iar în două dintre ele a fost sub 25%. Proporția votului Da-Da din totalul electoratului a variat între 12,9% (Val d'Aran) și 56,9% (Priorat). În cel mai populat district (Barcelonès) prezența la vot a fost de 32,5% iar proporția pentru opțiunea Da-Da a atins cifra de 24,9%.

### După district
Mai jos este un tabel ce prezintă rezultatele referendumului (sondajului) după district.
| Autoritate locală | Voturi „Da-Da” | Voturi „Yes-No” | Voturi „No” | Da-Da (%) | Da-Nu (%) | Nu (%) | Voturi valide |
| ----------------- | -------------- | --------------- | ----------- | --------- | --------- | ------ | ------------- |
| Alt Camp          | 15,012         | 846             | 519         | 94.55%    | 5.34%     | 3.27%  | 15,877        |
| Alt Empordà       | 36,131         | 2,349           | 1,474       | 90.43%    | 5.89%     | 3.69%  | 39,954        |
| Alt Penedès       | 36,648         | 2,846           | 1,227       | 90.00%    | 6.99%     | 3.01%  | 40,721        |
| Alt Urgell        | 6,854          | 485             | 203         | 90.88%    | 6.43%     | 2.69%  | 7,542         |
| Alta Ribagorça    | 1,033          | 150             | 60          | 83.11%    | 12.07%    | 4.83%  | 1,243         |
| Anoia             | 33,365         | 3,077           | 1,705       | 87.46%    | 8.07%     | 4.47%  | 38,147        |
| Bages             | 62,593         | 4,561           | 2,457       | 89.92%    | 6.55%     | 3.53%  | 69,611        |
| Baix Camp         | 44,779         | 4,074           | 2,477       | 87.24%    | 7.94%     | 4.83%  | 51,330        |
| Baix Ebre         | 23,435         | 1,638           | 962         | 90.01%    | 6.29%     | 3.70%  | 26,035        |
| Baix Empordà      | 39,586         | 2,469           | 1,326       | 91.25%    | 5.69%     | 3.06%  | 43,381        |
| Baix Llobregat    | 142,611        | 30,329          | 14,945      | 75.90%    | 16.14%    | 7.95%  | 187,885       |
| Baix Penedès      | 17,753         | 1,977           | 1,240       | 84.66%    | 9.43%     | 5.91%  | 20,970        |
| Barcelonès        | 479,315        | 84,171          | 32,475      | 80.43%    | 14.12%    | 5.50%  | 595,961       |
| Berguedà          | 18,706         | 612             | 287         | 95.41%    | 3.12%     | 1.46%  | 19,605        |
| Cerdanya          | 5,554          | 389             | 191         | 90.54%    | 6.34%     | 3.11%  | 6,134         |
| Conca de Barberà  | 9,047          | 388             | 197         | 93.93%    | 4.03%     | 2.05%  | 9,632         |
| Garraf            | 32,730         | 4,268           | 1,400       | 85.24%    | 11.12%    | 3.65%  | 38,398        |
| Garrigues         | 8,836          | 396             | 152         | 94.16%    | 4.22%     | 1.62%  | 9,384         |
| Garrotxa          | 23,652         | 789             | 377         | 95.30%    | 3.18%     | 1.52%  | 24,818        |
| Gironès           | 59,374         | 3,723           | 1,687       | 91.65%    | 5.75%     | 2.64%  | 64,784        |
| Maresme           | 123,179        | 13,236          | 5,013       | 87.10%    | 9.36%     | 3.54%  | 141,428       |
| Montsià           | 19,256         | 1,445           | 921         | 89.06%    | 6.68%     | 4.26%  | 21,622        |
| Noguera           | 14,511         | 758             | 398         | 92.62%    | 5.84%     | 2.54%  | 15,667        |
| Osona             | 68,233         | 2,616           | 1,076       | 94.87%    | 3.64%     | 1.50%  | 71,925        |
| Pallars Jussà     | 4,981          | 272             | 114         | 92.81%    | 5.07%     | 2.12%  | 5,367         |
| Pallars Sobirà    | 2,738          | 156             | 52          | 92.94%    | 5.23%     | 1.77%  | 2,946         |
| Pla d'Urgell      | 13,817         | 699             | 398         | 92.64%    | 5.23%     | 2.67%  | 14,914        |
| Pla de l'Estany   | 14,187         | 483             | 177         | 95.55%    | 3.25%     | 1.19%  | 14,847        |
| Priorat           | 4,887          | 177             | 82          | 94.97%    | 3.44%     | 1.59%  | 5,146         |
| Ribera d'Ebre     | 8,841          | 531             | 119         | 93.15%    | 5.59%     | 1.25%  | 9,491         |
| Ripollès          | 11,762         | 534             | 288         | 93.47%    | 4.24%     | 2.89%  | 12,584        |
| Segarra           | 7,715          | 396             | 199         | 92.84%    | 4.77%     | 2.39%  | 8,310         |
| Segrià            | 54,538         | 5,545           | 2,843       | 86.67%    | 8.81%     | 4.52%  | 62,926        |
| Selva             | 45,249         | 3,294           | 1,871       | 89.75%    | 6.53%     | 3.71%  | 50,414        |
| Solsonès          | 5,572          | 289             | 106         | 93.38%    | 4.84%     | 1.78%  | 5,967         |
| Tarragonès        | 42,472         | 5,635           | 3,971       | 81.55%    | 10.82%    | 7.63%  | 52,078        |
| Terra Alta        | 4,404          | 282             | 184         | 90.43%    | 5.79%     | 3.78%  | 4,870         |
| Urgell            | 14,023         | 701             | 328         | 93.16%    | 4.66%     | 2.18%  | 15,052        |
| Val d'Aran        | 1,091          | 241             | 223         | 70.16%    | 15.50%    | 14.34% | 1,555         |
| Vallès Occidental | 199,433        | 32,402          | 14,254      | 81.04%    | 13.67%    | 5.79%  | 246,089       |
| Vallès Oriental   | 103,850        | 12,959          | 6,047       | 84.53%    | 10.55%    | 4.92%  | 122,856       |
| Catalonia         | 1,861,753      | 232,182         | 104,772     | 84.67%    | 10.56%    | 4.77%  | 2,198,707     |

### Reacții
Președintele catalan Artur Mas a declarat că votul a fost „o lecție de democrație”. Prim-ministrul Spaniei, Mariano Rajoy, a numit procesul un „mare eșec” deoarece „două treimi din catalani nu au participat” și a afirmat că procesul a violat dispoziția Curții Constituționale.